# ルニア戦記
ルニア戦記（ルニアせんき）は、韓国のAllmが開発したオンラインアクションRPG。日本ではDINCが運営を行う。プレイ料金は基本無料でアイテム課金制を採用している。
2007年4月12日から4月18日までクローズβテスト、7月19日よりオープンβテスト、8月22日より正式サービスが開始された。
日本でのサービスは2012年12月27日に終了した。現在はhttp://spirit-gaming.net/web/download.htmlこちらで再開しているがすべて英語になってしまっている。
2024年8月14日、運営を株式会社G・O・Pに移しサービス再開。

## 特徴
斜め上視点の2D方式を採用しているが、キャラクターはカートゥーンレンダリングの3Dグラフィックスで描かれている。
また、一般的なRPGとは異なりキーボードでの操作が重視されている。
人間、エルフ、トロール、ゴブリンなど、多くの種族が暮らすローデシア大陸が舞台となっている。
プレイヤースキル(PS)が要求されるゲーム。

## ゲームシステム

### コンボ
コンボはキーボードでコマンド入力することで繰り出せる。基本攻撃と特殊動作を組み合わせるだけでもコンボができるが、その間にスキルなどを入れることで、多彩な必殺技や空中コンボが可能となる。モンスターとの戦いではコンボを繋げていくとダメージが上がる。対人戦では逆にコンボを繋げるとダメージが下がっていく。

### スキル
各キャラクターはレベルが上がるとスキルを覚えることができるが、クラスによって覚えられるスキルは決まっている。スキルの発動はマナを消費して行われる。

### 広場
プレイヤーの活動の中心となる場所。武器屋や雑貨屋、銀行などの施設が揃っている。広場は複数あり、それぞれが独立している。ステージの仕様上、他のプレイヤーとの交流も広場で行われている。

### ステージ
モンスターと戦うマップはステージで構成されていて、順番にクリアするとストーリーが進む方式になっている。そのためステージの開始時と終了時には会話シーンが入るほか、ステージの途中でも会話が表示される場合がある。
ステージはプレイヤー単独か、あるいはパーティで入ることができ、プレイヤーは決められたミッションをクリアしていく。中にはNPCが味方として一緒に戦うこともある。各ステージの最後には強大なボスが登場する。
クリア後は安全地帯（キャンプファイア）に自動的に移動し、次のステージに進むか、広場に戻るかを選択できる。

### PvP
モンスターと戦うステージとは別に、プレイヤー同士で戦うステージが用意されている。いつでも自由に入って対戦できる。

### パーティー
個人とは別に他のプレイヤーと力をあわせてステージに挑むこともできる。ただし、同伴者のレベルによって経験値が変化する場合がある。

## キャラクター
ジーク・エルモン（Sieg Helmont）
純粋奔放な17歳の熱血少年。有名な傭兵団の団長である父親から託された手紙を解読するため旅に出たところ、エイルとダインに遭遇する。
普段は単純明快でおちゃらけた印象を受けるが、一度決心を固めるとそのまま真っ直ぐ突き進む炎のような性格。
クラスは騎士。接近攻撃は強いが、遠距離攻撃が苦手。通常攻撃がメインとなるため、コンボが組みやすい。
HP、攻撃力、防御力に優れた初心者向きのキャラではあるが、コンボを覚えなければ騎士本来の強さが発揮されない上級者向きのキャラでもある。
エイル・パルトロー（Eir Peltrow）
ルニア王国の若き第二王妃。姉の存在に無意識の嫉妬心を抱き、功名心から城を抜け出しダインの旅に半ば強引に同行する。
エレガンスな物腰とやや傲慢な態度で他人を見下す性格ではあるが、恋愛や友情には非常に純情。
クラスは僧侶。スキルでHPを回復できる。他にも治療などの補助魔法を使える。
攻撃力はそう高くはなく、周りのサポートを行うスタイルが自然と定着する。ダウンヒールや周囲への気配りなど、援護キャラ特有の配慮が必要。
ダイン・クローリー（Dainn Crowley）
ルニア王国王立魔法師団における19歳のホープ。とある日、全世界を覆う不穏な魔力の調査による任務のため、秘密裏に城を旅立つ事となる。
常に礼儀正しく、正義感と道徳心を兼ね備えた節操のある性格。
クラスは魔術師。ザコ敵を一掃する攻撃系の魔法を数多く覚える遠距離型。
防御力が低くHPの減りが早い難点はあるものの、近距離でのコンボもある程度は可能な万能キャラ。ただし回復魔法は使えない。
ティア（Tia）
人間の父とエルフの母の間に生まれたハーフエルフ。突然失踪した父の行方を追い、遺品を捜す過程で盗賊の道に入る。
孤独に慣れた彼女は気丈な振る舞いをする傾向があるものの、実際には弱い一面を持つ内柔外剛な性格。
クラスは盗賊。短剣を両手に持った二刀流を扱う。攻撃が多彩で特殊な移動方法を持っているがややクセが強く扱い辛い。
攻撃がとても素早く、かなり高い攻撃力を持つ一撃技などを覚える。コンボ性能が高くプレイヤーの実力次第で大化けする可能性がある。
ライム（Lime）
モンスターのスライム種。猛毒にかかった瀕死の状態をエイルに助けられ、それ以降「ライム」という名を与えられ一行と共に冒険をする。
魔物であるため人間の言葉を喋るような事は無いが、他のスライムとは違って表情は常に笑顔を絶やさない穏やかな（？）性格であるような一面が見える。
クラスはスライム。スライム特有の変身系や口から薬を吐き出したりするオリジナル要素の強いスキルが多い。
序盤は最弱キャラだが、中盤以降から爆発的に強くなる大器晩成キャラ。
デイシー・ダルストリン（Dacy Dalstrin）
天真爛漫の腕白精霊。お気に入りの人形「ゼロニカ」と遊ぶ事を願い、人間の姿に変身しその方法を探すためローデシア大陸へ下る。
自由奔放でイタズラ好き、好奇心旺盛なうえに「押し」が強い性格だが、自分が好むこと以外には関心が無い。
クラスは召喚士。様々な人形を駆使して戦う。一人で戦いながらパーティプレイを楽しめる異質なキャラ。
プレイヤーのスキルより状況判断が問われるキャラである。一人で2体の人形が出せる事が出来るが、その分デイシー本来のコンボ性能は低い。
クレイグ・エル・ハティ（Krieg El Hati）
元バトゥカ寺院で歴代最強の修道士と称えられた男。両親の敵討ちと生き別れた弟を探すために旅を続けている。
復讐心から冷徹でぶっきらぼうに見えるが、本来の明るく優しい性格を全て失ったというわけではない。
クラスは修道士。特攻型と打ち上げスキルを豊富に覚え、接近キャラの中で最も攻撃範囲が広い。僧侶ほどではないが回復もある程度行える。
その反面機動力が悪く、動きのモーションの長さ故にコンボ性能が低い。コンボを繋げるにはスキルをある程度上げなければならない。
ユキ（Yuki）
精霊種の雪女（ゆきめ）。自然と雪国の中で親密に過ごしているが、精霊の理を乱す者には自らの役目を忠実にこなす。
破壊行為を嫌う閉鎖的な種族。しかし他人との小さなわだかまりすら気にしてしまう生真面目な性格でもある。
クラスは氷魔法使い。魔術師と似た遠距離タイプであるが、自身を護るスキルが多くコンボも繋げやすい。
序盤から使えるスキルがあるがその分後半に連れて使い勝手が悪いスキルが増えていき、スキルの振りに悩む所がある。
アリエン・カルネス（Arien Carnesir）
争い事を好まず、エルフの森を守るという使命感が強い種族のエルフ族。エルフの森を守るためなら多少の無茶も強行してしまう。
常に新しい技術へのチャレンジに挑戦する性格で、それを想定した（一見ヘタに見える）弓の練習と一人ひっそりとエルフの森の散歩をする事が趣味。
クラスは弓使い。風・炎・雷の属性を付属する攻撃を得意とする遠距離攻撃キャラ。
強力かつ遠距離攻撃に適した弓攻撃は敵との距離を開けながら戦える便利さがあるが、ダウン攻撃の少なさがPV戦で思わぬ苦戦を強いられる。
ライアン・ハント（Ryan Hunt）
懸賞金を求め犯罪者を追い詰める「賞金稼ぎ」であるが、その素性は一切不明で謎に包まれている。
性格は無駄口を叩かず、熟考のうえで直接実行に移すタイプ。右腕と左手に装備した銃器の整備のために懸賞金を求めているらしい。
クラスは銃使い。右腕に装着したガトリングガンと左手のレールガンを使った遠距離キャラ。
スキが多く若干使いにくいスキルはあるものの、それを気にもさせない広範囲な火力で敵を殲滅させる。ただしむやみに撃ち過ぎるとPTでは逆にお荷物になる可能性が高い。